# Micksjön
Micksjön är en sjö i Sundsvalls kommun i Medelpad och ingår i Selångersåns huvudavrinningsområde. Sjön har en area på 0,119 kvadratkilometer och ligger 128,9 meter över havet.

## Delavrinningsområde
Micksjön ingår i det delavrinningsområde (693531-156340) som SMHI kallar för Utloppet av Micksjön. Medelhöjden är 154 meter över havet och ytan är 1,04 kvadratkilometer. Det finns inga avrinningsområden uppströms utan avrinningsområdet är högsta punkten. Vattendraget som avvattnar avrinningsområdet har biflödesordning 4, vilket innebär att vattnet flödar genom totalt 4 vattendrag innan det når havet efter 32 kilometer. Avrinningsområdet består mestadels av skog (75 procent). Avrinningsområdet har 0,12 kvadratkilometer vattenytor vilket ger det en sjöprocent på 11,4 procent.